# Operação Teardrop
Operação Teardrop foi uma operação da Marinha dos Estados Unidos durante a Segunda Guerra Mundial, conduzida entre abril e maio de 1945, para afundar submarinos alemães que se aproximavam da Costa Leste, que se acreditava estarem armados com bombas voadoras V-1. A Alemanha havia ameaçado atacar Nova York com bombas voadoras V-1 e foguetes U-boats (V-2). Após a guerra, foi contatado que os submarinos não carregavam nenhuma delas.
A Operação Teardrop foi planejada no final de 1944 em resposta a relatórios de inteligência que indicavam que a Alemanha estava preparando uma força de submarinos armados com mísseis. Duas grandes forças-tarefa de guerra antissubmarino da Marinha dos EUA foram criadas. O plano foi executado em abril de 1945, depois que vários submarinos Tipo IX foram lançados ao mar da Noruega com destino à América do Norte. Enquanto as severas condições climáticas no Atlântico Norte reduziram muito a eficácia dos quatro porta-aviões de escolta da Marinha dos Estados Unidos envolvidos, longas linhas de patrulha de escoltas de contratorpedeiros detectaram e engajaram a maioria dos submarinos alemães. Aeronaves da Royal Canadian Air Force apoiaram esse esforço.
Cinco dos sete submarinos do grupo estacionados nos Estados Unidos foram afundados, quatro deles com toda a tripulação. Trinta e três tripulantes do U-546 foram capturados e especialistas entre eles interrogados sob tortura. Um contratorpedeiro de escolta foi afundado, com a perda da maior parte de sua tripulação. A guerra terminou logo depois e todos os U-boats sobreviventes se renderam; o interrogatório de suas tripulações descobriu que o equipamento de lançamento de mísseis não estava instalado em nenhum deles.

## Antecedentes
No final de 1944, os Aliados receberam relatórios de inteligência que sugeriam que a Kriegsmarine da Alemanha planejava usar bombas voadoras V-1 lançadas de submarinos para atacar cidades na costa leste dos Estados Unidos. Em setembro daquele ano, Oskar Mantel, um espião capturado pela Marinha dos Estados Unidos quando o submarino (U-1229) que o transportava para o Maine foi afundado, disse a seus interrogadores do FBI que vários submarinos equipados com mísseis estavam sendo preparados. Os analistas da Décima Frota dos Estados Unidos examinaram posteriormente fotos de montagens incomuns em submarinos em bases na Noruega, mas concluíram que eram trilhos de madeira usados para carregar torpedos. Mais rumores de submarinos armados com mísseis surgiram no final daquele ano, incluindo um da Suécia transmitido pelo Quartel-General Supremo da Força Expedicionária Aliada. O Almirantado Britânico desconsiderou esses relatórios e avaliou que, embora os V-1 pudessem ser potencialmente montados em submarinos Tipo IX, era improvável que os alemães dedicassem recursos escassos a tal projeto.
Apesar das avaliações da Décima Frota e do Almirantado, os militares e o governo dos EUA continuaram preocupados com a possibilidade de a Alemanha realizar ataques de vingança contra as cidades da Costa Leste. No início de novembro de 1944, a Eastern Sea Frontier montou uma busca intensiva por submarinos dentro de 250 milhas (400 km) da cidade de Nova York. No final de dezembro de 1944, os espiões William Curtis Colepaugh e Erich Gimpel, que haviam sido capturados na cidade de Nova York após serem desembarcados pelo U-1230 no Maine, disseram a seus interrogadores que a Alemanha estava preparando um grupo de submarinos equipados com foguetes. Em 10 de dezembro, o prefeito da cidade de Nova York, Fiorello La Guardia, alertou publicamente que a Alemanha estava considerando um ataque a Nova York com foguetes de longo alcance. A advertência de La Guardia e as alegações feitas pelos espiões capturados receberam considerável cobertura da mídia. Apesar disso, o Departamento de Guerra, dominado pelo Exército dos Estados Unidos, informou ao presidente Franklin D. Roosevelt em 11 de dezembro que a ameaça de ataque com mísseis era tão baixa que não justificava o desvio de recursos de outras tarefas. Esta avaliação não foi apoiada pela Marinha dos EUA.
Em resposta à ameaça percebida, a Frota do Atlântico dos EUA preparou um plano para defender a costa leste de ataques de invasores aéreos e mísseis. Este plano foi originalmente codinome Operação Bumblebee, e mais tarde renomeado Operação Teardrop. Concluído em 6 de janeiro de 1945, o plano envolvia as forças antissubmarinas da Marinha dos EUA, bem como as Forças Aéreas do Exército dos Estados Unidos e unidades do Exército, que eram responsáveis por derrubar aeronaves e mísseis de ataque. A peça central do plano era a formação de duas grandes forças-tarefa navais para operar no meio do Atlântico como uma barreira contra submarinos que se aproximavam da costa leste. Essas forças-tarefa foram formadas a partir de vários grupos de porta-aviões de escolta existentes e usaram a Estação Naval Argentia, Terra Nova, como sua base operacional avançada. Além de proteger contra ataques de mísseis, essas grandes forças foram encarregadas de combater os novos e de alto desempenho submarinos Tipo XXI se eles começassem a operar no Atlântico central. O comandante da Frota do Atlântico, vice-almirante Jonas H. Ingram, deu uma coletiva de imprensa em 8 de janeiro, na qual alertou que havia uma ameaça de ataque com mísseis e anunciou que uma grande força havia sido reunida para combater os lançadores de mísseis marítimos.
Em janeiro de 1945, o ministro alemão de Armamentos e Produção de Guerra, Albert Speer, fez uma propaganda na qual afirmava que os V-1 e V-2 "cairiam em Nova York em 1º de fevereiro de 1945", aumentando a preocupação do governo dos Estados Unidos com a ameaça. de ataque. No entanto, os alemães não tinham capacidade de disparar mísseis de seus submarinos, pois ambas as tentativas de desenvolver foguetes lançados por submarinos terminaram em fracasso. Em junho de 1942, o U-511 foi usado para testar foguetes de artilharia pequenos e de curto alcance que podiam ser disparados enquanto submersos. O desenvolvimento deste sistema terminou no início de 1943, pois foi descoberto que diminuía a navegabilidade dos U-boats. Os militares alemães também começaram o desenvolvimento de uma vasilha de lançamento rebocada por U-boat para o míssil balístico V-2 em novembro de 1944. Depois de concluídas, essas vasilhas seriam rebocadas para uma posição na costa leste dos Estados Unidos e usadas para atacar Nova york. Vulkan Docks em Stettin foi contratado para construir um protótipo em março ou abril de 1945, mas pouco trabalho ocorreu antes do colapso final da Alemanha. É improvável que o sistema tivesse sido bem-sucedido se tivesse sido concluído.

## O evento

### Primeiros engajamentos
Nove submarinos Tipo IX foram despachados da Noruega para patrulhar o Canadá e os Estados Unidos em março de 1945 e atacar navios. O objetivo dessa implantação era desviar as forças antissubmarinas aliadas das águas costeiras do Reino Unido. Essas águas eram a principal área operacional dos submarinos alemães no início de 1945, mas pesadas baixas forçaram a marinha alemã a interromper as operações no final de março. Em 12 de abril, U-518, U-546, U-805, U-858, U-880, U-881 e U-1235 foram designados "Gruppe Seewolf" ("Grupo Seawolf") e ordenados a atacar navios de Nova York para o sul. Os dois barcos restantes, U-530 e U-548, foram direcionados para águas canadenses.
Os Aliados estavam cientes da partida e destino dessa força por meio de informações coletadas das descriptografias da Enigma. O vice-almirante Ingram e a Décima Frota dos Estados Unidos concluíram que os barcos do Grupo Seewolf carregavam V-1 e lançaram o Teardrop em resposta. Os navios da Primeira Força de Barreira, que incluía porta-aviões USS Mission Bay e Croatan e 20 escoltas de contratorpedeiros, saíram de Hampton Roads entre 25 e 27 de março, seguiram para Argentia para reabastecer e se reuniram a leste de Cape Race em 11 de abril. Doze das escoltas de contratorpedeiros posicionadas em uma linha de 120 milhas (190 km) de comprimento, enquanto os dois porta-aviões, cada um protegido por quatro escoltas de contratorpedeiros, navegaram para o oeste da linha. As operações aéreas dos porta-aviões foram, no entanto, muito prejudicadas pelo mar agitado. O mau tempo também forçou o cancelamento dos serviços memoriais planejados para o presidente Roosevelt após sua morte em 12 de abril.
Enquanto navegava para o oeste, o Grupo Seewolf recebeu ordens de atacar navios pelo Comando de U-boat. Os barcos não encontraram alvos, no entanto, já que os Aliados haviam encaminhado comboios para o sul para evitar os submarinos e o mau tempo. Os submarinos alemães começaram a chegar às suas estações iniciais a leste dos Grandes Bancos da Terra Nova em 8 de abril. O Comando do U-Boat atribuiu ao Grupo Seewolf 12 linhas de reconhecimento diferentes entre 2 e 19 de abril. Os sinais de rádio que direcionam esses desdobramentos foram descriptografados pelos Aliados, fornecendo-lhes informações precisas sobre onde os barcos estavam operando.

### Ações da Primeira Força de Barreira
Pouco antes da meia-noite de 15 de abril, o USS Stanton fez contato por radar com o U-1235 em uma posição a cerca de 500 milhas (800 km) ao norte da Ilha das Flores. Ela imediatamente atacou o submarino com seu morteiro antissubmarino ouriço, mas o submarino submergiu e escapou. Auxiliado pelo USS Frost, Stanton rapidamente ganhou contato de sonar com o submarino e fez mais três ataques de ouriço. O terceiro ataque, realizado às 00h33 do dia 16 de abril, afundou o submarino com a perda de toda a tripulação. Pouco depois, Frost detectou o U-880 por radar enquanto ela tentava fugir da área na superfície. Depois de iluminar o submarino com projéteis estelares e holofotes, a escolta do contratorpedeiro abriu fogo contra ela com canhões Bofors 40 mm de um alcance de 650 jardas (590 m) às 02:09. O U-880 submergiu rapidamente, mas foi rastreado pelos operadores de sonar de Stanton e Frost. Os dois navios americanos fizeram vários ataques de "Hedgehog" ao submarino, com Stanton afundando-o sem sobreviventes às 04:04. Ambos os submarinos sofreram grandes explosões após serem atingidos por projéteis de ouriço. Isso aumentou ainda mais o medo de que eles estivessem carregando foguetes e motivou a Força da Primeira Barreira a intensificar seus esforços para destruir os U-boats restantes.
A Primeira Força de Barreira manobrou para o sudoeste após a destruição do U-1235 e do U-880. Os B-24 Liberators equipados com Leigh Light do VPB-114 avistaram o U-805 na superfície durante as noites de 18 a 19 de abril. O submarino estava a apenas 50 milhas náuticas (93 km) de Mission Bay e suas escoltas, mas não foi atacado porque a aeronave não pôde confirmar se ela era hostil antes de submergir. Na noite de 20 de abril, o U-546 tentou torpedear uma escolta de contratorpedeiro dos EUA, mas errou. Na noite seguinte, o U-805 foi detectado pelo USS Mosley, mas escapou após ser carregado em profundidade por Mosley, Lowe e J.R.Y. Blakely por duas horas.
A Primeira Força de Barreira obteve seu sucesso final na noite de 21 para 22 de abril. Pouco antes da meia-noite, o USS Carter detectou o U-518 com sonar. O USS Neal A. Scott se juntou a ela e fez o ataque inicial do ouriço ao submarino. Depois disso, Carter fez sua própria corrida de porco-espinho, que afundou o U-518 sem sobreviventes. A essa altura, a Primeira Força de Barreira estava voltando para a Argentina, depois que a Segunda Força de Barreira a substituiu.
Embora a Teardrop tenha sido realizada na parte do Atlântico Norte pela qual o Canadá era o principal responsável, Ingram não procurou assistência da Marinha Real Canadense (RCN) em nenhuma estágia do engajamento. Além disso, Ingram não forneceu aos militares canadenses um relatório de situação até depois do naufrágio do U-518. No entanto, aeronaves da Royal Canadian Air Force (RCAF) realizaram patrulhas ofensivas em apoio ao esforço americano, e o RCN e o RCAF intensificaram suas patrulhas nas águas costeiras ao redor de Halifax.

### Ações da Segunda Força de Barreira
A Segunda Força de Barreira compreendia porta-aviões USS Bogue e Core e 22 escoltas de contratorpedeiros. Bogue e 10 escoltas de contratorpedeiros partiram de Quonset em 16 de abril, enquanto Core e 12 escoltas de contratorpedeiros partiram de Bermudas e outros locais. A força foi inicialmente posicionada ao longo do meridiano 45 em uma linha de patrulha de 105 milhas (169 km) de comprimento e navegou em direção ao leste. Esta linha era composta por 14 escoltas de contratorpedeiros navegando em intervalos de 5 mi (8,0 km), com Core e suas quatro escoltas na extremidade norte e Bogue e suas quatro escoltas na extremidade sul.
Na noite de 22 para 23 de abril, o U-boat Command dissolveu o Grupo Seewolf e instruiu os três barcos sobreviventes a ocuparem posições entre Nova York e Halifax. Pouco depois, o U-881, o U-889 e o U-1229, que operavam separadamente, também receberam ordens para posições entre Nova York e o Cabo Hatteras. Sinais de rádio direcionando essas implantações foram descriptografados por decifradores de código aliados e aumentou o medo de que os submarinos estivessem tentando atacar cidades americanas.
A Segunda Força de Barreira encontrou seu primeiro U-boat em 23 de abril, quando um Grumman TBF Avenger do VC-19 avistou o U-881 cerca de 74 milhas náuticas (137 km) a noroeste de Bogue logo após o meio-dia. A aeronave lançou cargas de profundidade, mas não danificou seriamente o submarino. Este foi o primeiro ataque feito por uma aeronave durante Teardrop.
No dia seguinte, o U-546 avistou o Core e manobrou para atacar o porta-aviões. Ela tentou passar pela linha de barreira, mas foi detectada pelo USS Frederick C. Davis às 08h30, que imediatamente se preparou para atacar o submarino. Depois de perceber que seu barco havia sido detectado, o comandante do U-546, Kapitänleutnant Paul Just, disparou um torpedo acústico T-5 contra a escolta do contratorpedeiro de um alcance de 650 jardas (590 m). A isca Foxer de Frederick C. Davis não foi eficaz e o torpedo atingiu sua sala de máquinas dianteira às 08h35. Ela afundou cinco minutos depois, com a perda de 126 de seus 192 tripulantes. Posteriormente, oito escoltas de contratorpedeiros americanos caçaram o U-546 por quase 10 horas, antes que o USS Flaherty o danificasse gravemente com uma salva de porco-espinho. O submarino emergiu imediatamente, mas afundou depois que Flaherty e três ou quatro outras escoltas de contratorpedeiro dispararam contra ele. Kapitänleutnant Just e outros 32 tripulantes sobreviveram ao naufrágio e foram feitos prisioneiros.
Alguns dos sobreviventes do U-546 foram tratados com severidade na tentativa de forçá-los a divulgar se os submarinos com destino à costa leste dos Estados Unidos carregavam mísseis. Após breves entrevistas a bordo do Bogue, os sobreviventes foram transferidos para a base dos EUA em Argentia. À chegada, a 27 de abril, os prisioneiros foram examinados para interrogatório, tendo sido separados oito especialistas dos restantes 25 sobreviventes, que foram enviados para campos de prisioneiros de guerra. Os especialistas foram mantidos em confinamento solitário e submetidos a técnicas de "interrogatório de choque", exercícios físicos exaustivos e espancamentos. Em 30 de abril, Kapitänleutnant Just forneceu uma breve informação sobre a composição e missão do Grupo Seewolf após uma segunda entrevista na qual ele desmaiou inconsciente. As informações fornecidas por Just e outros especialistas não mencionavam se os submarinos estavam equipados com mísseis. Os oito homens foram transferidos para Fort Hunt, Virgínia, logo após o Dia da Vitória, onde continuaram a ser tratados duramente até que Just concordou em escrever um relato da história do U-546 em 12 de maio. O historiador Philip K. Lundeberg escreveu que o espancamento e a tortura dos sobreviventes do U-546 foram uma "atrocidade singular" motivada pela necessidade dos interrogadores de extrair prontamente informações sobre possíveis ataques com mísseis.
A Segunda Força de Barreira moveu-se lentamente para o sudoeste a partir de 24 de abril, procurando os U-boats restantes. O USS Swenning fez contato por radar com um submarino na noite de 24 de abril, mas escapou durante a busca resultante. Após uma semana de buscas ao sul de Newfoundland Banks, a força da barreira foi dividida em 2 de maio para fornecer maior profundidade. O grupo Mission Bay reforçou a Segunda Força de Barreira durante este período, trazendo sua força para três porta-aviões de escolta e trinta e um contratorpedeiros de escolta.
O U-881 se tornou o quinto e último U-boat a ser afundado durante Teardrop em 5 de maio. O barco foi detectado ao tentar passar submerso pela linha de barreira pelo USS Farquhar pouco antes do amanhecer. A escolta do contratorpedeiro imediatamente virou para estibordo e lançou cargas de profundidade, que afundaram o submarino sem sobreviventes às 0616. U-881 foi o último submarino alemão a ser afundado pela Marinha dos Estados Unidos durante a Segunda Guerra Mundial.
A Segunda Força de Barreira estabeleceu sua linha de barreira final ao longo do meridiano 60 em 7 de maio. Após o fim da Segunda Guerra Mundial na Europa naquele dia, aceitou a rendição do U-234, U-805, U-858 e U-1228 no mar antes de retornar às bases na costa leste dos Estados Unidos.

## Consequências
Após a rendição alemã, a Marinha dos Estados Unidos continuou seus esforços para determinar se os U-boats carregavam mísseis. As tripulações do U-805 e U-858 foram interrogadas e confirmaram que seus barcos não estavam equipados com equipamento de lançamento de mísseis. Kapitänleutnant Fritz Steinhoff, que havia comandado o U-511 durante seus testes com foguetes e foi capturado no mar quando rendeu o U-873, foi submetido a um interrogatório abusivo em Portsmouth pelos entrevistadores da tripulação do U-546. Uma investigação oficial da Marinha foi realizada sobre este interrogatório depois que Steinhoff cometeu suicídio na Charles Street Jail em Boston logo depois. Não se sabe se os Aliados estavam cientes do envolvimento de Steinhoff nos testes de foguetes.
As táticas usadas em Teardrop foram avaliadas por oficiais da Marinha dos EUA após a guerra. As alas aéreas dos porta-aviões de escolta ficaram desapontadas com sua experiência, pois sua capacidade de detectar submarinos foi prejudicada pelo mau tempo durante a operação. Apesar disso, a aeronave conseguiu forçar os U-boats a permanecerem submersos, diminuindo bastante sua velocidade. Outros relatórios pós-ação enfatizaram a importância do trabalho em equipe entre escoltas de contratorpedeiros ao atacar submarinos e argumentaram que linhas de barreira únicas, como as usadas na maior parte de Teardrop, eram inferiores ao agrupamento de navios em áreas de patrulha designadas. No entanto, Philip K. Lundeberg avaliou a operação como "uma demonstração clássica não apenas de táticas de caçadores coordenadas, derivadas em parte da experiência britânica, mas também do profundo impacto da inteligência de comunicações na interdição do trânsito de submarinos e áreas operacionais". Da mesma forma, a história oficial britânica do papel que a inteligência desempenhou na Segunda Guerra Mundial observou que as informações obtidas de transmissões de rádio alemãs descriptografadas contribuíram para "virtualmente todos" os naufrágios durante a Teardrop.
Uma variante do V-1 foi usada pela Marinha dos EUA para testar a viabilidade de lançar mísseis de submarinos nos anos após a Segunda Guerra Mundial. Os mísseis Republic-Ford JB-2 "Loon" foram lançados do USS Cusk e USS Carbonero em uma série de testes que começaram em 12 de fevereiro de 1947. Esses testes foram bem-sucedidos e levaram ao desenvolvimento de outros mísseis de cruzeiro lançados por submarinos. O sucesso da Marinha dos EUA em adaptar uma variante do V-1 para ser lançada de submarinos também demonstrou que teria sido tecnicamente viável para a marinha alemã fazer o mesmo.